# سام مارغوليس
سام مارغوليس (بالإنجليزية: Sam Margolis) هو عازف ساكسفون أمريكي، ولد في 1 نوفمبر 1923 في بوسطن في الولايات المتحدة، وتوفي في 20 مارس 1996.

## وصلات خارجية
- سام مارغوليس على موقع أول ميوزيك (الإنجليزية)